# Герб Усть-Куломского района
Герб Усть-Куломского района — официальный символ муниципального образования Усть-Куломский район Республики Коми Российской Федерации.
Герб утверждён решением Совета МР «Усть-Куломский» XXVI-291 от 10 декабря 2009 года, внесён в Государственный геральдический регистр Российской Федерации под регистрационным номером 5858.

## Описание герба
В золотом поле, разбитом на треугольную часть скошениями накрест и пересечениями — зелёное вписанное острие, обременённое сидящей золотой белкой с орехом того же металла.

## Обоснование символики
С появлением первого человека на территории Усть-Куломского района и по сегодняшний день лес остаётся главным источником жизни жителей района. Это и промышленная лесоразработка и переработка древесины, а также лесоразведение. Лес — источник плодов и ягод, орехов и грибов, это источник чистого воздуха и прекрасного отдыха. В гербе Усть-Куломского района большой зелёный треугольник (остриё) аллегорически представляет дерево. 
Многое связано в Усть-Куломском районе и с другим богатством леса — пушниной. Строительство Ульяновского монастыря, сооружение Екатерининского канала непосредственно связано с пушным промыслом. Белка символизирует пушной промысел. Символика белки многозначна: 
— символ домовитости, хозяйственности, запасливости; 
— символ изобретательности, несгибаемости, стойкости; 
— символ целеустремлённости. 
Орех, символизирует плодородие, жизненную энергию, начало, а орех в лапах белки символизирует изобилие здешней природы дарами леса. Зелёный цвет символизирует весну, здоровье, надежду. Золото — символ высшей ценности, величия, великодушия, богатства, урожая.
Идея герба: Александр Гусев (п. Кебанъёль, Усть-Куломский район); геральдическая доработка: Константин Мочёнов (Химки); художник и компьютерный дизайн: Ирина Соколова (Москва); обоснование символики: Вячеслав Мишин (Химки).